# Borovo (Bulgaria)
Borovo (en búlgaro: Борово) es una ciudad de Bulgaria en la provincia de Ruse.

## Geografía
Se encuentra a una altitud de 293 m s. n. m. a 269 km de la capital nacional, Sofía.

## Demografía
Según estimación 2012 contaba con una población de 2 291 habitantes.
|         | 2004  | 2005  | 2006  | 2007  | 2008  | 2009  | 2010  | 2011  |
| Mujeres | 1 281 | 1 267 | 1 244 | 1 230 | 1 204 | 1 193 | 1 164 | 1 012 |
| Varones | 1 203 | 1 183 | 1 175 | 1 162 | 1 142 | 1 137 | 1 111 | 1 011 |
| Total   | 2 484 | 2 450 | 2 419 | 2 392 | 2 346 | 2 330 | 2 275 | 2023  |